# Czernica (dopływ Czernej Małej)
Czernica (Czerna, do 1945 niem. Tschirne) – rzeka, lewy dopływ Czernej Małej o długości 17,71 km.
Rzeka płynie na południu województwa lubuskiego w powiatach żarskim i żagańskim. Źródła na zachód od Gozdnicy, skąd płynie początkowo na północ a następnie, na zachód od wsi Borowe, skręca na północny wschód. W okolicy przysiółka Chwalimierz zasila stawy hodowlane i przyjmuje dopływ – Otwiernicę. Następnie przepływa przez Czyżówek i w Iłowej wpada do Czernej Małej.